# Stenurella hybridula
Stenurella hybridula é uma espécie de insetos coleópteros polífagos pertencente à família Cerambycidae.
A autoridade científica da espécie é Reitter, tendo sido descrita no ano de 1901.
Trata-se de uma espécie presente no território português.